# Porsche Carrera Cup France
Pour les articles homonymes, voir Carrera.
La Porsche Carrera Cup France est une compétition de sport automobile organisée par Porsche France. Elle est ouverte à tous les pilotes disposant d’une licence internationale et inscrit au volant d’une Porsche homologuée.
La série existe depuis 1987, d’abord avec des Porsche 944 Turbo Cup, puis avec différentes générations de Porsche 911.

## Historique
Créée un an après la Porsche Carrera Cup Allemagne, la Porsche Carrera Cup France est la seconde série la plus ancienne des déclinaisons de Porsche Carrera Cup. Aujourd’hui, huit Carrera Cup et 12 Cup Challenge existent dans le monde, toutes réunies autour de la Porsche Mobil 1 Supercup qui se déroule en marge des Grands Prix de Formule 1.
En 1987, la première Porsche 944 Turbo Cup France (de) était remportée par René Metge, déjà vainqueur de deux rallyes Paris-Dakar avec Porsche en 1984 et 1986. La compétition a duré quatre saisons avec les Porsche 944 à moteur turbo.
Dès 1991, la formule évolue pour accompagner le lancement commercial de la Porsche 911 (964). De jeunes talents et des pilotes plus expérimentés s’affrontent sur les circuits français. Jean-Pierre Malcher, puis Dominique Dupuy et Christophe Bouchut dominent la première décennie.
À partir de 1992, une nouvelle catégorie est créée. Pour les Gentlemen Drivers, un championnat « B » offre un classement distinctif qui permet aux pilotes non professionnels de s’étalonner les uns par rapport aux autres. Joël Gouhier en est le premier vainqueur. Tiago Monteiro a entamé sa carrière de pilote dans cette catégorie en s’imposant en 1997, avant de faire de la monoplace et de disputer 37 GP de F1 en 2005 et 2006.
Un classement Rookies Junior est aujourd’hui réservé aux pilotes de moins de 26 ans qui disputent leur première saison complète en Porsche Carrera Cup France.

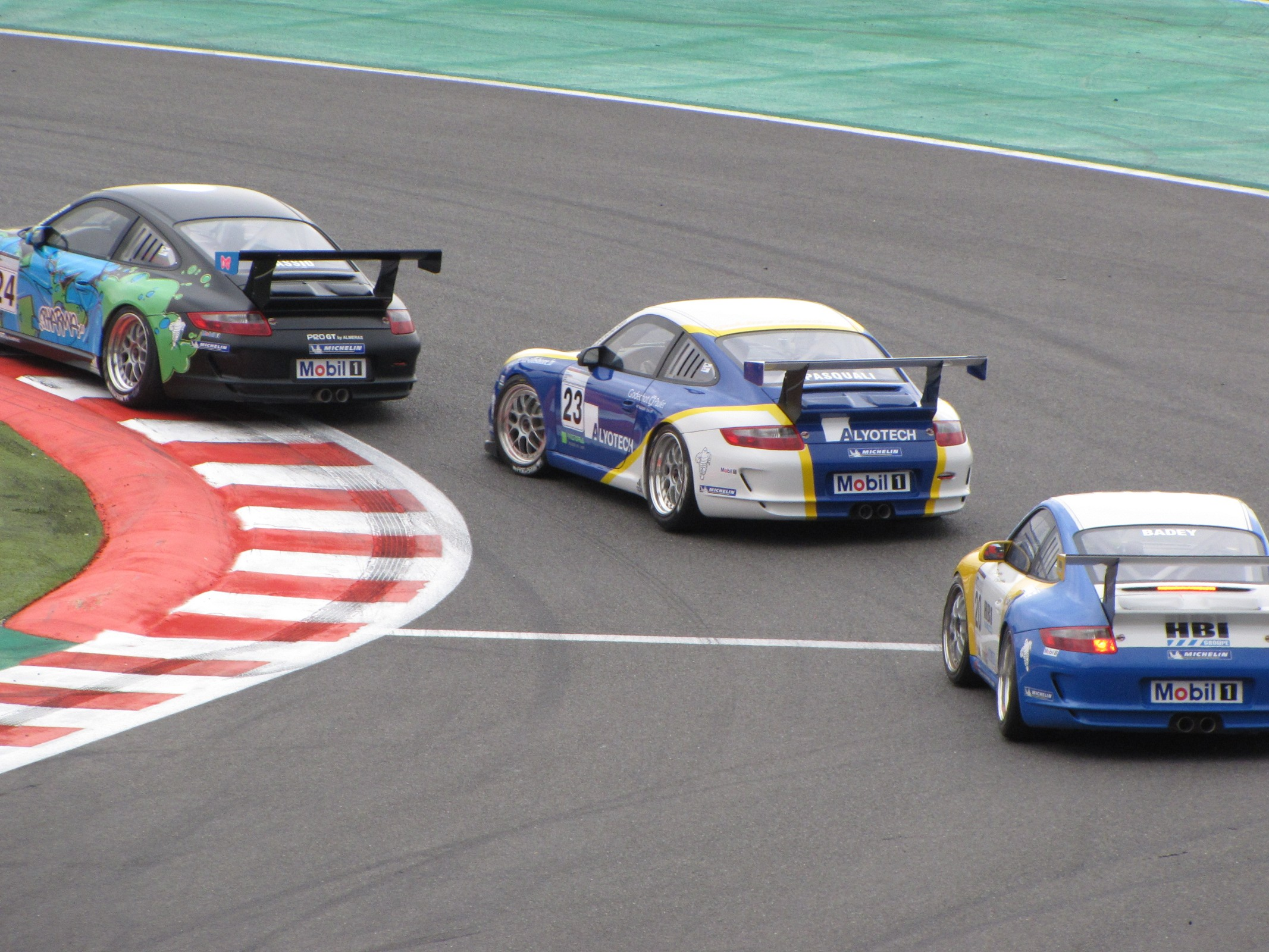
Course à Spa en 2010.

La Carrera Cup France se déroule depuis 2011 dans le cadre du Championnat de France des Circuits.
Après quatre saisons en Porsche 911 (964), la Cup passe à la Porsche 911 (993) entre 1995 et 1998, la Porsche 911 GT3 Cup (996) entre 1999 et 2005, la Porsche 911 GT3 Cup (997) entre 2006 et 2013, la Porsche 911 GT3 Cup (991) entre 2014 et 2019 et enfin la Porsche 911 GT3 Cup (992) depuis 2021. 
Anciens vainqueurs de la Porsche Carrera Cup France, Mathieu Jaminet (2016), Kévin Estre (2011), Frédéric Makowiecki (2010) et Patrick Pilet (2007) sont pilotes officiels Porsche Motorsport en 2017.

## La voiture

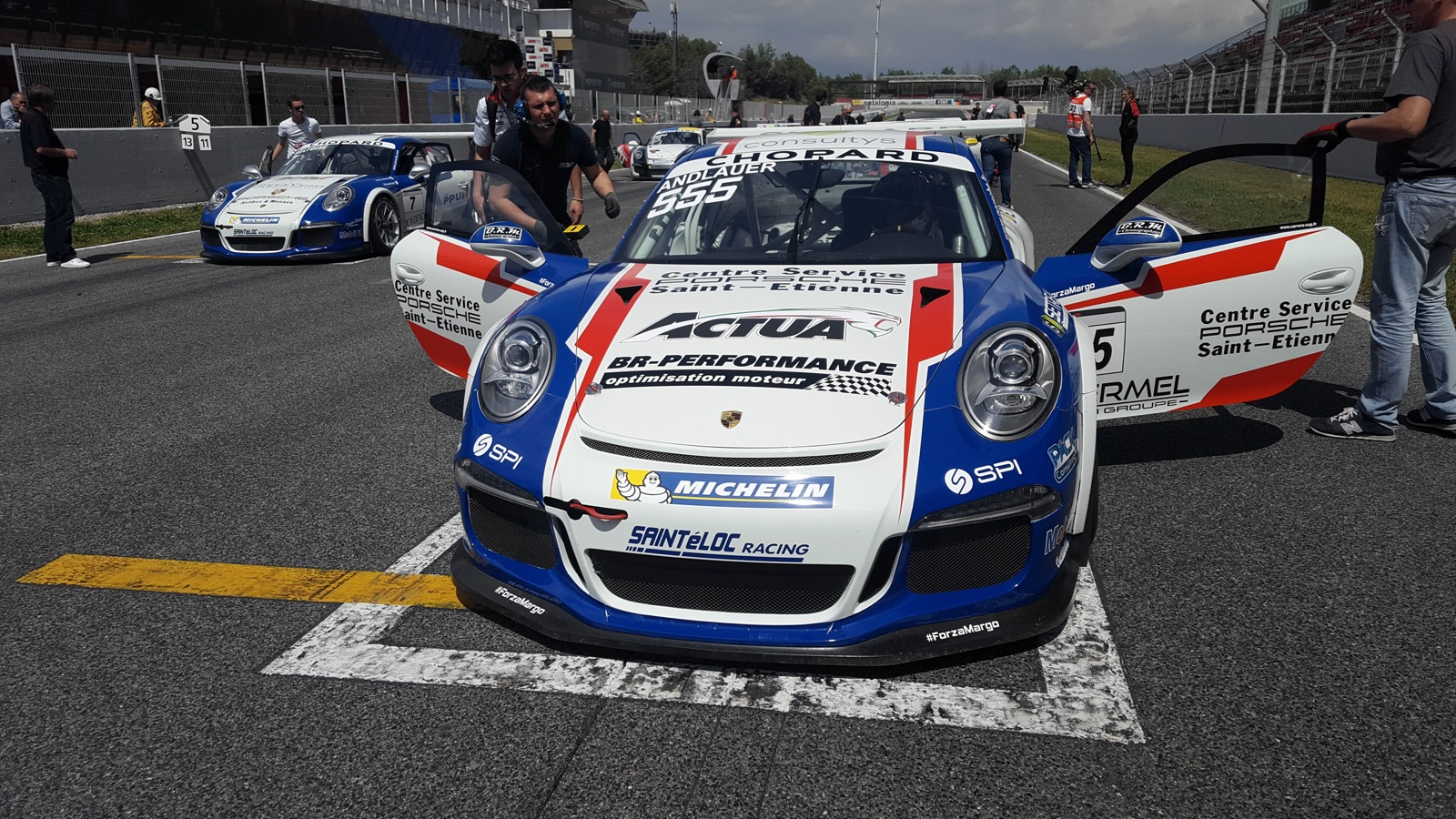
Julien Andlauer sur la grille de départ de la 1ère course de la saison 2016.

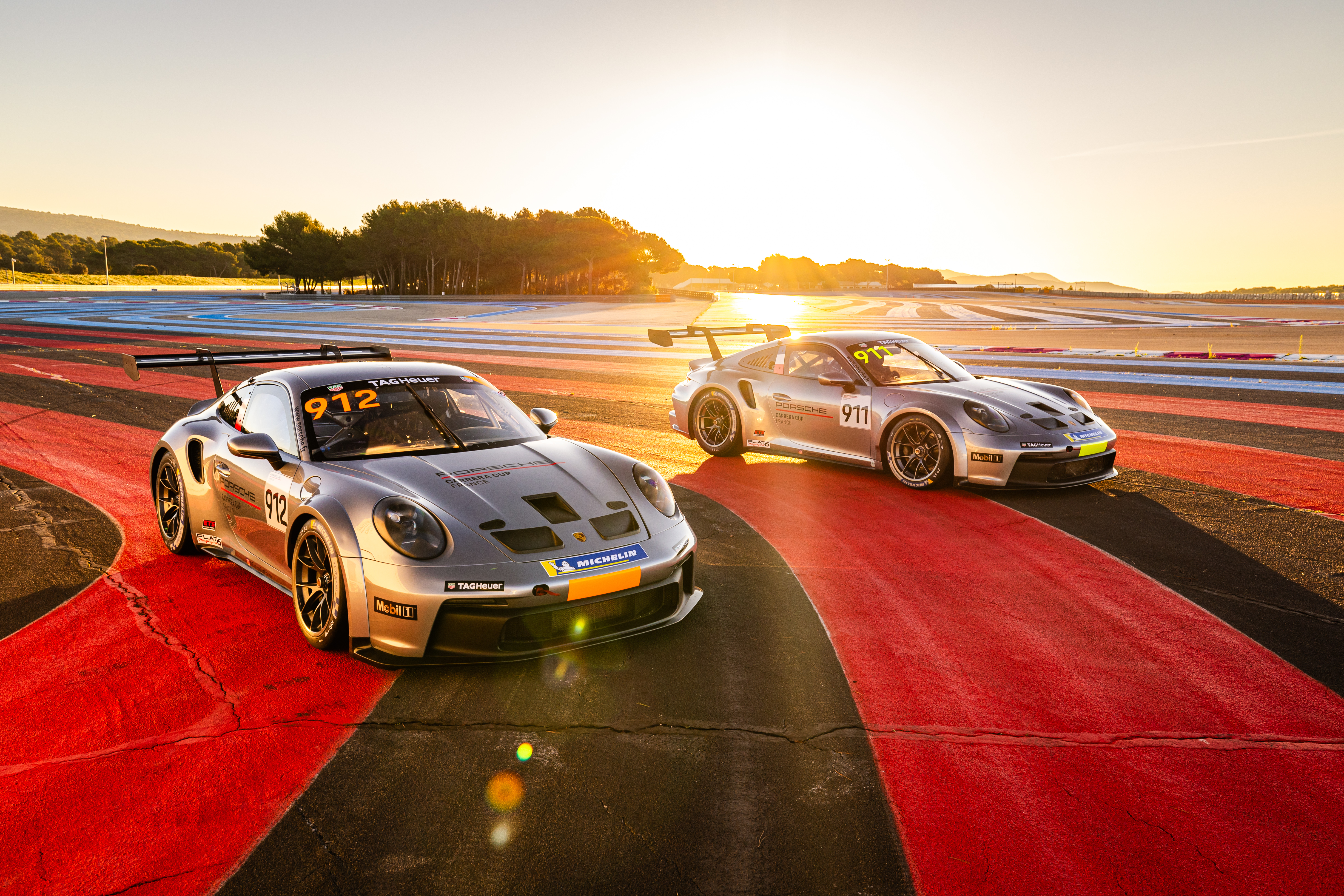
2 Porsche de la saison 2024.

Selon le règlement, seuls les véhicules de type Porsche 911 GT3 Cup, type 992 (Série spéciale produite par Porsche AG), de millésimes 2021, 2022, 2023, 2024 et 2025 conformes à ce règlement sont autorisés à participer.
Les véhicules doivent répondre à l’intégralité des exigences techniques de ce règlement et à celles de l’Annexe J du Code Sportif International. Ils doivent également posséder un passeport FFSA valide.
| Spécifications techniques | Spécifications techniques  |
| ------------------------- | -------------------------- |
| Moteur                    | 6 cylindres à plat         |
| Cylindrée                 | 3 996 cm3                  |
| Puissance                 | 510 chevaux à 8 400 tr/min |
| Transmission              | propulsion                 |
| Boîte de vitesses         | 6 rapports                 |
| Commande                  | palettes au volant         |
| Étriers (Av/Ar)           | 6/4 pistons                |
| Disques de freins         | 380 mm                     |
| Poids à vide              | 1 260 kg                   |
| Rapport poids/puissance   | 2,47 kg/ch.                |

## Palmarès
| 1987                       | René Metge          | Porsche 944 Turbo   | Pays inconnu             | Pays inconnu             |                      |                     |                          |  |  |  |  |  |
| 1988                       | André Bourdon       | Porsche 944 Turbo   | Pays inconnu             | Pays inconnu             |                      |                     |                          |  |  |  |  |  |
| 1989                       | Michel Maisonneuve  | Porsche 944 Turbo   | Pays inconnu             | Pays inconnu             |                      |                     |                          |  |  |  |  |  |
| 1990                       | Michel Maisonneuve  | Porsche 944 Turbo   | Pays inconnu             | Pays inconnu             |                      |                     |                          |  |  |  |  |  |
| Porsche Carrera Cup France |                     |                     |                          |                          |                      |                     |                          |  |  |  |  |  |
| 1991                       | Jean-Pierre Malcher | Porsche 964         | Pays inconnu             | Pays inconnu             |                      |                     |                          |  |  |  |  |  |
| 1992                       | Dominique Dupuy     | Porsche 964         | Pays inconnu             | Pays inconnu             | Joël Gouhier         | Porsche 964         | Pays inconnu             |  |  |  |  |  |
| 1993                       | Dominique Dupuy     | Porsche 964         | Pays inconnu             | Pays inconnu             | Gilles Vannelet      | Porsche 964         | Pays inconnu             |  |  |  |  |  |
| 1994                       | Christophe Bouchut  | Porsche 964         | Pays inconnu             | Pays inconnu             | Jean-Claude Lagniez  | Porsche 964         | Pays inconnu             |  |  |  |  |  |
| 1995                       | Christophe Bouchut  | Porsche 993         | Pays inconnu             | Pays inconnu             | Patrice Goueslard    | Porsche 993         | Pays inconnu             |  |  |  |  |  |
| 1996                       | Christophe Bouchut  | Porsche 993         | Pays inconnu             | Pays inconnu             | Christopher Campbell | Porsche 993         | Pays inconnu             |  |  |  |  |  |
| 1997                       | Dominique Dupuy     | Porsche 993         | Pays inconnu             | Pays inconnu             | Tiago Monteiro       | Porsche 993         | Pays inconnu             |  |  |  |  |  |
| 1998                       | Dominique Dupuy     | Porsche 993         | Pays inconnu             | Pays inconnu             | Alain Filhol         | Porsche 993         | Pays inconnu             |  |  |  |  |  |
| 1999                       | Dominique Dupuy     | Porsche 996         | Pays inconnu             | Pays inconnu             | Louis Marques        | Porsche 996         | Pays inconnu             |  |  |  |  |  |
| 2000                       | Christophe Bouchut  | Porsche 996         | Pays inconnu             | Pays inconnu             | Philippe Soulan      | Porsche 996         | Pays inconnu             |  |  |  |  |  |
| 2001                       | Philippe Gache      | Porsche 996         | SMG                      | SMG                      | Xavier Armant        | Porsche 996         | Pays inconnu             |  |  |  |  |  |
| 2002                       | Sébastien Dumez     | Porsche 996         | SMG                      | SMG                      | Jean-Marc Mezzanotti | Porsche 996         | Pays inconnu             |  |  |  |  |  |
| 2003                       | Sébastien Dumez     | Porsche 996 GT3 Cup | Larbre Compétition       | Larbre Compétition       | Romain Bera          | Porsche 996 GT3 Cup | Pays inconnu             |  |  |  |  |  |
| 2004                       | James Ruffier       | Porsche 996 GT3 Cup | Ruffier Racing           | Pays inconnu             | Cyril Helias         | Porsche 996 GT3 Cup | Pays inconnu             |  |  |  |  |  |
| 2005                       | Anthony Beltoise    | Porsche 996 GT3 Cup | Team Sofrev ASP          | Team Sofrev ASP          | Raymond Narac        | Porsche 996 GT3 Cup | Pays inconnu             |  |  |  |  |  |
| 2006                       | Anthony Beltoise    | Porsche 997 GT3 Cup | Team Sofrev ASP          | Team Sofrev ASP          | Didier Moureu        | Porsche 997 GT3 Cup | Pays inconnu             |  |  |  |  |  |
| 2007                       | Patrick Pilet       | Porsche 997 GT3 Cup | Graff Racing             | IMSA Performance         | Henry Hassid         | Porsche 997 GT3 Cup | Pilotage Passion         |  |  |  |  |  |
| 2008                       | Anthony Beltoise    | Porsche 997 GT3 Cup | Team Sofrev ASP          | Team Sofrev ASP          | Philippe Gaillard    | Porsche 997 GT3 Cup | Team Martinet by Almeras |  |  |  |  |  |
| 2009                       | Renaud Derlot       | Porsche 997 GT3 Cup | Graff Racing             | Graff Racing             | Henry Hassid         | Porsche 997 GT3 Cup | Team Martinet by Almeras |  |  |  |  |  |
| 2010                       | Frédéric Makowiecki | Porsche 997 GT3 Cup | Luxury Racing            | Luxury Racing            | Henry Hassid         | Porsche 997 GT3 Cup | Team Martinet by Almeras |  |  |  |  |  |
| 2011                       | Kévin Estre         | Porsche 997 GT3 Cup | AS Events                | AS Events                | Henry Hassid         | Porsche 997 GT3 Cup | Team Martinet by Almeras |  |  |  |  |  |
| 2012                       | Jean-Karl Vernay    | Porsche 997 GT3 Cup | Sébastien Loeb Racing    | Sébastien Loeb Racing    | Christophe Lapierre  | Porsche 997 GT3 Cup | Sébastien Loeb Racing    |  |  |  |  |  |
| 2013                       | Gaël Castelli       | Porsche 997 GT3 Cup | CRT by A-Style           | Racing Technology        | Christophe Lapierre  | Porsche 997 GT3 Cup | Sébastien Loeb Racing    |  |  |  |  |  |
| 2014                       | Côme Ledogar        | Porsche 991 GT3 Cup | Team Martinet by Almeras | IMSA Performance Matmut  | Jean Glorieux        | Porsche 991 GT3 Cup | Speed Lover              |  |  |  |  |  |
| 2015                       | Maxime Jousse (pt)  | Porsche 991 GT3 Cup | Sébastien Loeb Racing    | Racing Technology        | Christophe Lapierre  | Porsche 991 GT3 Cup | Sébastien Loeb Racing    |  |  |  |  |  |
| 2016                       | Mathieu Jaminet     | Porsche 991 GT3 Cup | Team Martinet by Almeras | Team Martinet by Almeras | Christophe Lapierre  | Porsche 991 GT3 Cup | Sébastien Loeb Racing    |  |  |  |  |  |
| 2017                       | Julien Andlauer     | Porsche 991 GT3 Cup | Team Martinet by Almeras | Team Martinet by Almeras | Christophe Lapierre  | Porsche 991 GT3 Cup | Sébastien Loeb Racing    |  |  |  |  |  |
| 2018                       | Ayhancan Güven      | Porsche 991 GT3 Cup | Attempto Racing          | Team Martinet by Almeras | Nicolas Misslin      | Porsche 991 GT3 Cup | Team Martinet by Almeras |  |  |  |  |  |
| 2019                       | Ayhancan Güven      | Porsche 991 GT3 Cup | Team Martinet by Almeras | Team Martinet by Almeras | Nicolas Misslin      | Porsche 991 GT3 Cup | Racing Technology        |  |  |  |  |  |
| 2020                       | Jaxon Evans         | Porsche 991 GT3 Cup | Lechner Racing           | Lechner Racing           | Nicolas Misslin      | Porsche 991 GT3 Cup | Lechner Racing           |  |  |  |  |  |
| 2021                       | Marvin Klein        | Porsche 992 GT3 Cup | CLRT                     | CLRT                     | Nicolas Misslin      | Porsche 992 GT3 Cup | Lechner Racing           |  |  |  |  |  |
| 2022                       | Marvin Klein        | Porsche 992 GT3 Cup | CLRT                     | Team Martinet by Almeras | Jérôme Boullery      | Porsche 992 GT3 Cup | Racing Technology        |  |  |  |  |  |
| 2023                       | Dorian Boccolacci   | Porsche 992 GT3 Cup | CLRT                     | CLRT                     | Jérôme Boullery      | Porsche 992 GT3 Cup | Racing Technology        |  |  |  |  |  |
| 2024                       | Alessandro Ghiretti | Porsche 911 GT3 Cup | CLRT                     | CLRT                     | Marc Guillot         | Porsche 992 GT3 Cup | ABM                      |  |  |  |  |  |